# Bethlehem (Nova York)
Bethlehem és un poble situat al comtat d'Albany a l'estat nord-americà de Nova York. L'any 2000 tenia 31.304 habitants i una densitat poblacional de 247,6 persones per km².

## Demografia
Segons l'Oficina del Cens, l'any 2000 els ingressos mitjans per llar a la localitat eren de 63.169$, i els ingressos mitjans per família eren de 77.211$. Els homes tenien uns ingressos mitjans de 52.433$ davant dels 36.739$ per a les dones. La renda per capita a la localitat era de 31,492$. Al voltant del 3,1% de la població estava per sota del llindar de pobresa.

## Personatges cèlebres
- James Charles, personalitat d'internet.
- Megyn Kelly, periodista.
- Eva Marie Saint, actriu.